# Erik Thomson
Erik Thomson (Inverness, 27 aprile 1967) è un attore neozelandese di origine scozzese, che ha lavorato perlopiù in Australia.

## Biografia
Divenne famoso grazie alle due serie televisive Xena - Principessa guerriera ed Hercules. Successivamente fu protagonista di altre serie televisive e recentemente recita in film di rilievo.
È sposato con l'attrice Caitlin McDougall e ha due figli: Eilish (2007) e James Magnus (2011).

## Filmografia

### Cinema
- Somersault, regia di Cate Shortland (2004)
- We're Here to Help, regia di Jonothan Cullinane (2007)
- The Black Balloon, regia di Elissa Down (2008)
- Beautiful - La bellezza che uccide, regia di Dean O'Flaerthy (2008)
- Accidents Happen, regia di Andrew Lancaster (2009)
- Ragazzi miei (The Boys Are Back), regia di Scott Hicks (2009)
- Now Add Honey , regia di Wayne Hope (2014)
- Storm Boy - Il ragazzo che sapeva volare (Storm Boy), regia di Shawn Seet (2019)

### Televisione
- Hercules – serie TV, 4 episodi (1995-1996)
- Xena - Principessa guerriera (Xena: Warrior Princess) – serie TV, 4 episodi (1995-1998)
- Young Hercules – serie TV, 2 episodi (1998-1999)
- Water Rats – serie TV, 2 episodi (1998-1999)
- All Saints – serie TV, 112 episodi (1999-2003)
- The Alice – serie TV, 22 episodi (2005-2006)
- Packed to the Rafters – serie TV, 122 episodi (2008-2013)
- The Broken Shore – film TV, regia di Rowan Woods (2014)
- 800 Words – serie TV, 40 episodi (2015-2018)
- I Luminari - Il destino nelle stelle (The Luminaries) – miniserie TV, 6 puntate (2020)

## Doppiatori italiani
Nelle versioni in italiano dei suoi lavori, Erik Thomson è stato doppiato da:
- Massimo De Ambrosis in Storm Boy - Il ragazzo che sapeva volare, I Luminari - Il destino nelle stelle
- Andrea Ward in Hercules
- Maurizio Romano in Xena - Principessa guerriera
- Massimo Bitossi in Ragazzi miei
- Michele Gammino in Packed to the Rafters
- Francesco Prando in 800 Words